# Santa Brigida (Itália)
Santa Brigida é uma comuna italiana da região da Lombardia, província de Bérgamo, com cerca de 635 habitantes. Estende-se por uma área de 14 km², tendo uma densidade populacional de 45 hab/km². Faz fronteira com Averara, Cassiglio, Cusio, Gerola Alta (SO), Olmo al Brembo.

## Demografia
| Variação demográfica do município entre 1861 e 2011                               |
|                                                                                   |
| Fonte: Istituto Nazionale di Statistica (ISTAT) - Elaboração gráfica da Wikipedia |